# 適格投資家
適格投資家（てきかくとうしか、英: Qualified Investor; QI）とは、金融商品取引法第29条の5第3項に定義されている投資家区分の1つ。以下に該当する投資家のことである。
- 特定投資家（適格機関投資家を含む）
- 特定投資家に準ずる者：資本金又は純資産が5,000万円以上の法人、投資性資産を100億円以上の年金基金、投資性資産を1億円以上有する個人(有価証券の取引等を行う口座を開設してから1年以上経過している者に限る)、金融商品取引業者や上場会社の関連会社、等。

適格投資家向け投資運用業は、適格投資家を顧客とすることができる（金融商品取引法第29条の5）。適格投資家だけを顧客とすることにより一般の投資運用業よりも規制が緩くなっている。